# Nevado Ojos del Salado

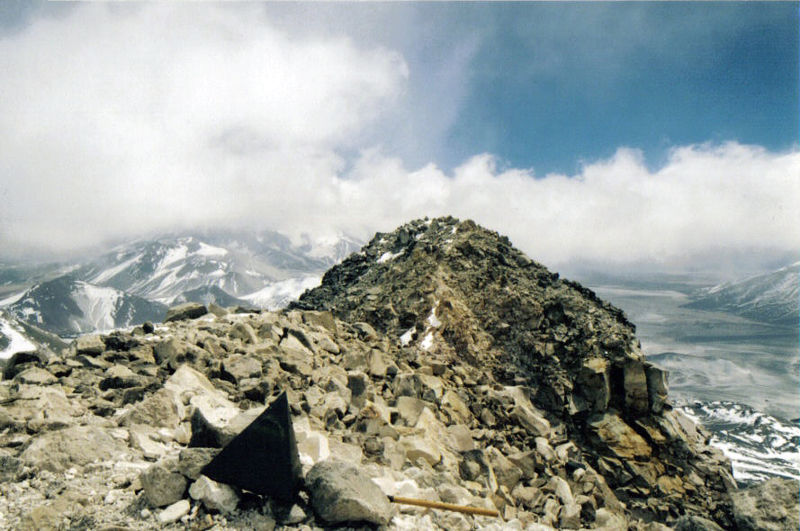
Blick vom argentinischen auf den chilenischen Gipfel

Der Ojos del Salado ist mit einer Höhe von 6893 m der höchste aktive Vulkan der Erde, der höchste Gipfel in Chile und nach dem Aconcagua (6961 m) der zweithöchste Gipfel Südamerikas, womit er zu den Seven Second Summits zählt.

## Messungen
Nach einigen Messungen im Jahr 1956 sollte der Ojos höher als der argentinische Aconcagua sein, was sich als falsch herausstellte.
Während einer französisch-chilenischen Expedition wurde 2007 für den Ojos eine Höhe von 6893 m ermittelt und offiziell von Seiten Chiles bestätigt.

## Geologie
Seinen Namen hat er von großflächigen Salzablagerungen, die als Lagunen oder „Augen“ in seinen Gletschern zu sehen sind. Der Ojos del Salado liegt am Rande der Atacama-Wüste in einer vulkanischen Gebirgskette, die von der chilenisch-argentinischen Grenze durchzogen wird. Er besteht aus vielen Erhebungen und mehreren Kratern. Die zwei höchsten Hochpunkte werden genau von der Grenze durchzogen und diese teilt den Berg in einen chilenischen und einen argentinischen Gipfel.
Der Ojos gilt als typisches Beispiel eines Schichtvulkans. Immer wieder konnten Gasaktivitäten oder zeitweilige Ausstöße von schwefelhaltigem Wasserdampf dokumentiert werden, was darauf schließen lässt, dass der Vulkan sporadisch noch ein wenig aktiv ist. Zuletzt gab es 1993 Berichte über Gas- und Ascheemissionen, die jedoch unbestätigt blieben. Da seit 1300 Jahren keine explosiven Ausbrüche dokumentiert wurden, gilt der Vulkan heute als ruhig. In seinem breiten und offenen Krater kann man Fumarolen entdecken, postvulkanische Erscheinungen, die auf einen abklingenden Vulkanismus hinweisen.

## Begehbarkeit

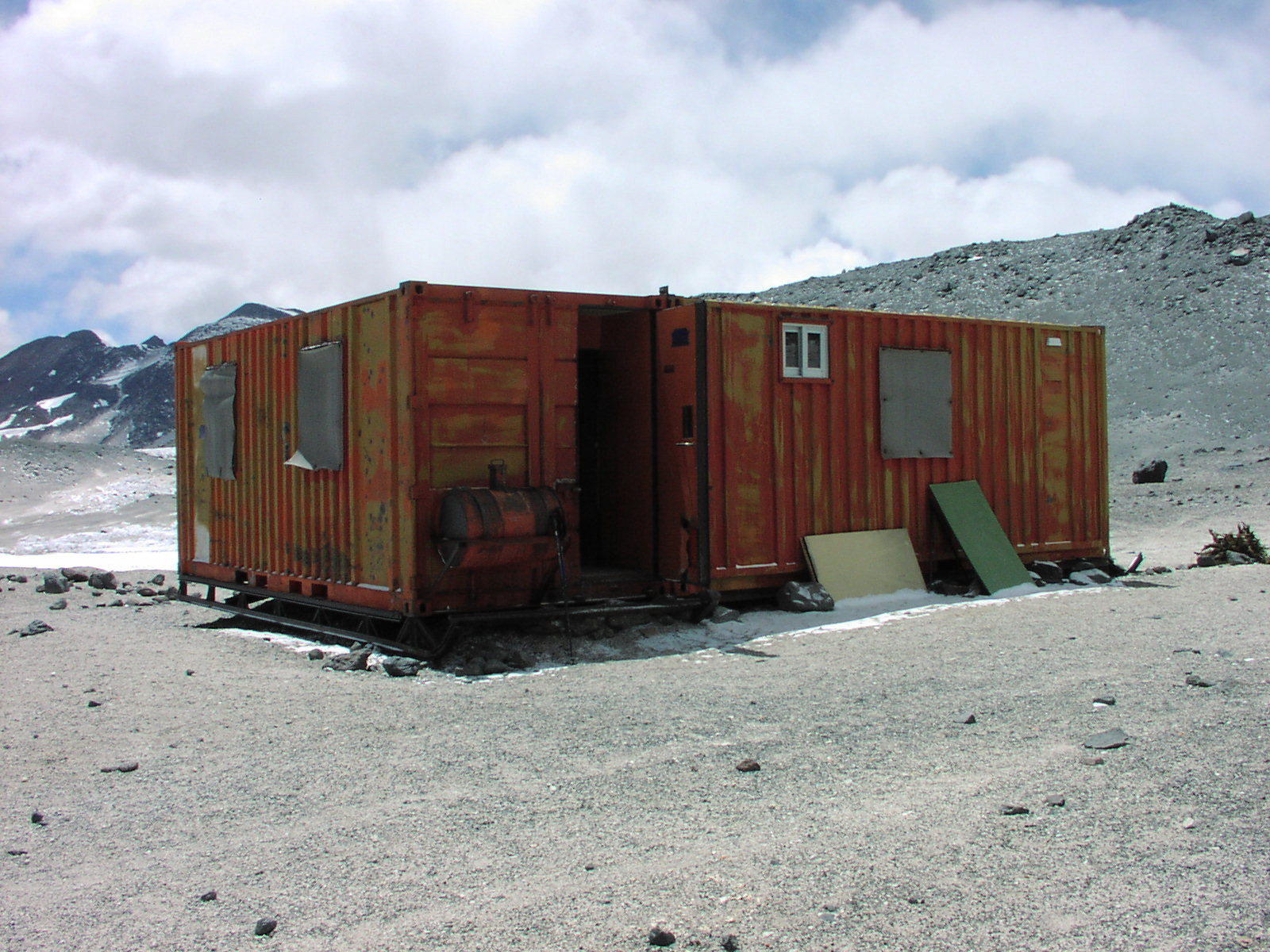
Refugio Tejos

Das Gelände um und am Ojos ist felsig, mit Gletscher- und Büßereis überzogen, jedoch aufgrund des geringen Schneefalls und der Trockenheit vergleichbar leicht zugänglich, was ihn sehr beliebt für erfahrene Bergsteiger aus aller Welt macht. Es ist möglich, ihn sowohl von der chilenischen als auch von der argentinischen Seite zu besteigen. Im Winter kann man ihn wegen der Wetterbedingungen nur schwer besteigen, obwohl er nur am Gipfel mit Schnee bedeckt ist. Im Sommer, zwischen Oktober und März, liegt die Höchsttemperatur bei 17 °C, die Tiefsttemperaturen jedoch auch bis zu −20 °C. Das Klima ist wechselhaft und auftretende Regen- oder Schneeschauer sind unvorhersehbar, zudem herrscht ein starker Wind mit einer Geschwindigkeit von über 100 km/h.
Auf dem Weg zum Gipfel gibt es auf der chilenischen Seite Basis- und Höhenlager, auf der argentinischen Seite nicht, weswegen Bergsteiger die chilenische Seite bevorzugen. Das erste Basislager, Laguna Verde, liegt auf 4300 m, auf 4500 m liegt das Refúgio Claudio Lucero. Das erste Höhenlager, genannt Atacama, liegt auf 5300 m. Auf 5620 m liegt das Refúgio Universidad de Atacama und das Höhenlager Refúgio Tejos liegt auf 5825 m. Bei entsprechenden Wetterverhältnissen ist das Basislager Laguna Verde gut mit Fahrzeugen auf einer Asphaltstraße Ruta 31 zu erreichen.

## Kultur
Auf dem Gipfel des Ojos wurden Spuren von Opferstätten gefunden. Man geht davon aus, dass Inkas den Gipfel für rituelle Opfer nutzten. Heute ist davon allerdings nichts mehr zu sehen.
Am Fuße des Ojos del Salado steht eine Skulptur in Gedenken an die Opfer des Tsunamis 2010, gestiftet von Jochen Beyer.

## Expeditionen zum Ojos del Salado

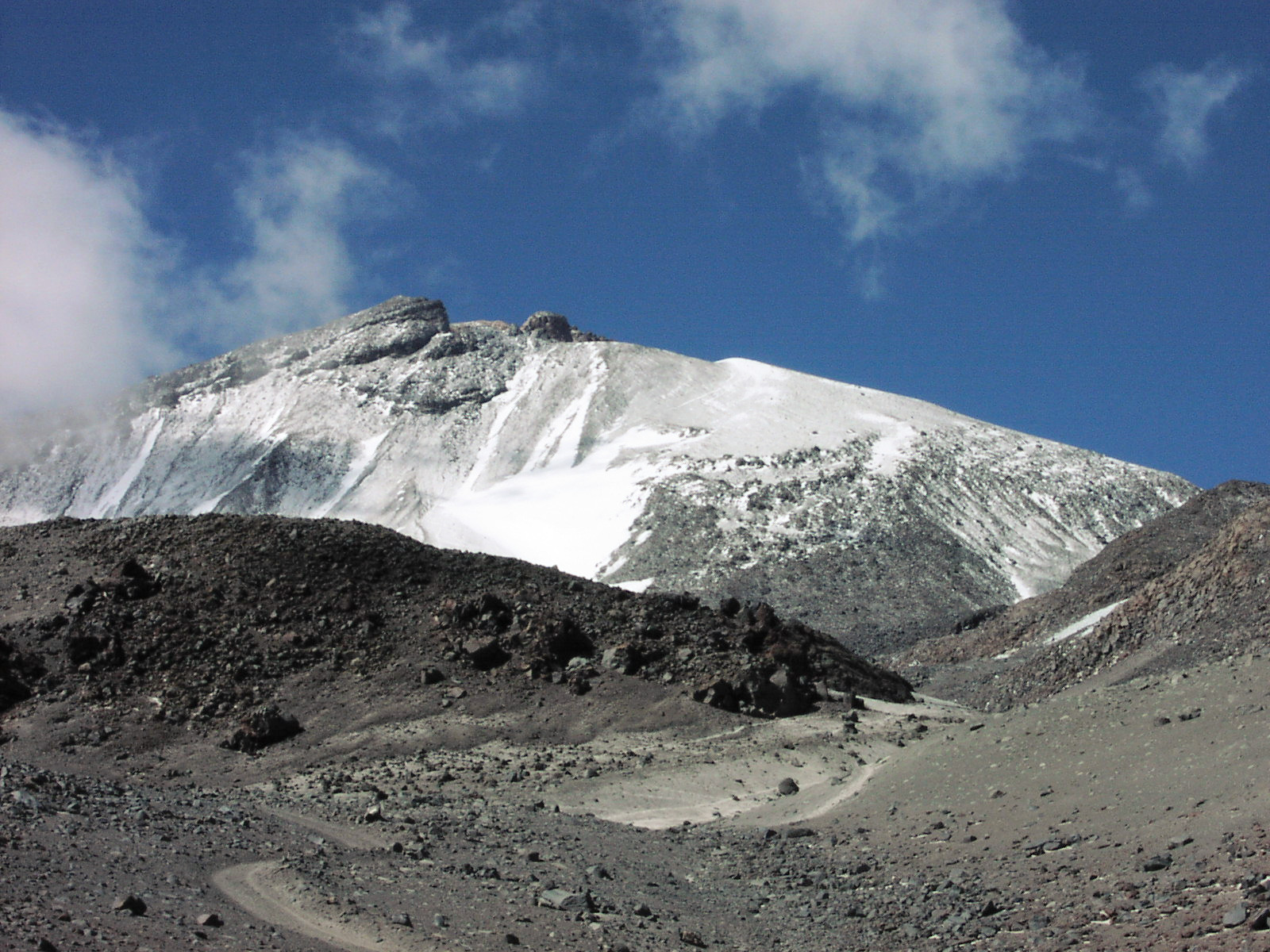
Zustieg zum Ojos del Salado

Die erste Besteigung unternahmen die polnischen Bergsteiger Jan Szczepanski und Justin Wojszins am 26. Februar 1937 im Rahmen einer polnischen Expedition in den Anden, während der sie außerdem den ersten Aufstieg auf den Pissis und den Tres Cruces erreichten. Seit Anfang der 1950er Jahre versuchten tucumanische Bergsteiger den Spuren der Polen zu folgen und somit den Gipfel zu erreichen. Schließlich war es der Österreicher Mathias Rebitsch, der als Zweiter am 2. Februar 1956 den Gipfel erklomm.
Nach dem dritten Gipfelsturm gab es allerdings Streitigkeiten. Während der Österreicher Mathias Rebitsch sich nach seinem Abstieg noch einige Tage in den steilen Berghängen aufhielt, erreichte eine chilenische Militärkommission unter der Leitung von Gajardo über ein nördlich gelegenes Tal aufsteigend am 5. Februar 1956 einen Gipfel. Gajardo erklärte ihren Aufstieg für den ersten, da er keine von den Polen oder dem Österreicher hinterlassenen Zeichen finden konnte. Diese waren auf einem anderen Hochpunkt, der zu dieser Zeit als Gipfel des Berges galt, aber vorhanden. Zusätzliches Durcheinander bezüglich der offiziell ersten Besteigung stiftete die von den Chilenen durchgeführte Höhenmessung, die 7084 m ergab. Daraufhin versuchte der chilenische Anden Club die Behauptungen des Militärs zu relativieren und erklärte ausdrücklich den Aufstieg der Polen zur Erstbesteigung. Darüber hinaus wurden weitere Messungen der Hochpunkte des Ojos angeordnet. Eine vom American Alpine Club organisierte Expedition schaffte schließlich Klarheit und maß mit entwickelter Technologie eine Höhe von 6893 m, die bis heute aktuell ist.

## Höhenweltrekorde mit Fahrzeugen
Unter den über ein Dutzend 6000ern im Umkreis von zwanzig Kilometern ist der Ojos des Salado nicht nur der höchste, seine Hangneigung ist auch relativ gering. Da der Gipfel meist nur im Winter schneebedeckt ist, wird für den Aufstieg oft keine Eisausrüstung benötigt. Auch ein Befahren mit hinreichend geländegängigen Fahrzeugen ist möglich, wobei die in großer Höhe stark abnehmende Leistung von Verbrennungsmotoren eine technische Herausforderung darstellt.

### Pkw und Lkw

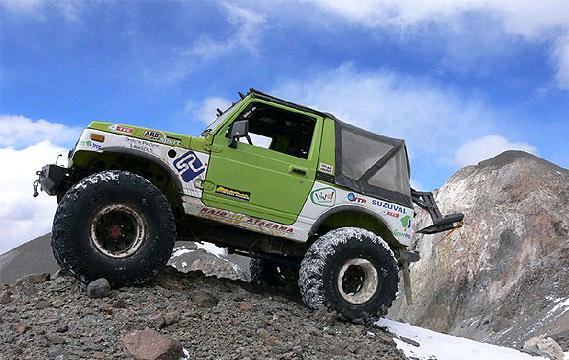
Suzuki Samurai im Jahr 2007 in 6651 m Höhe

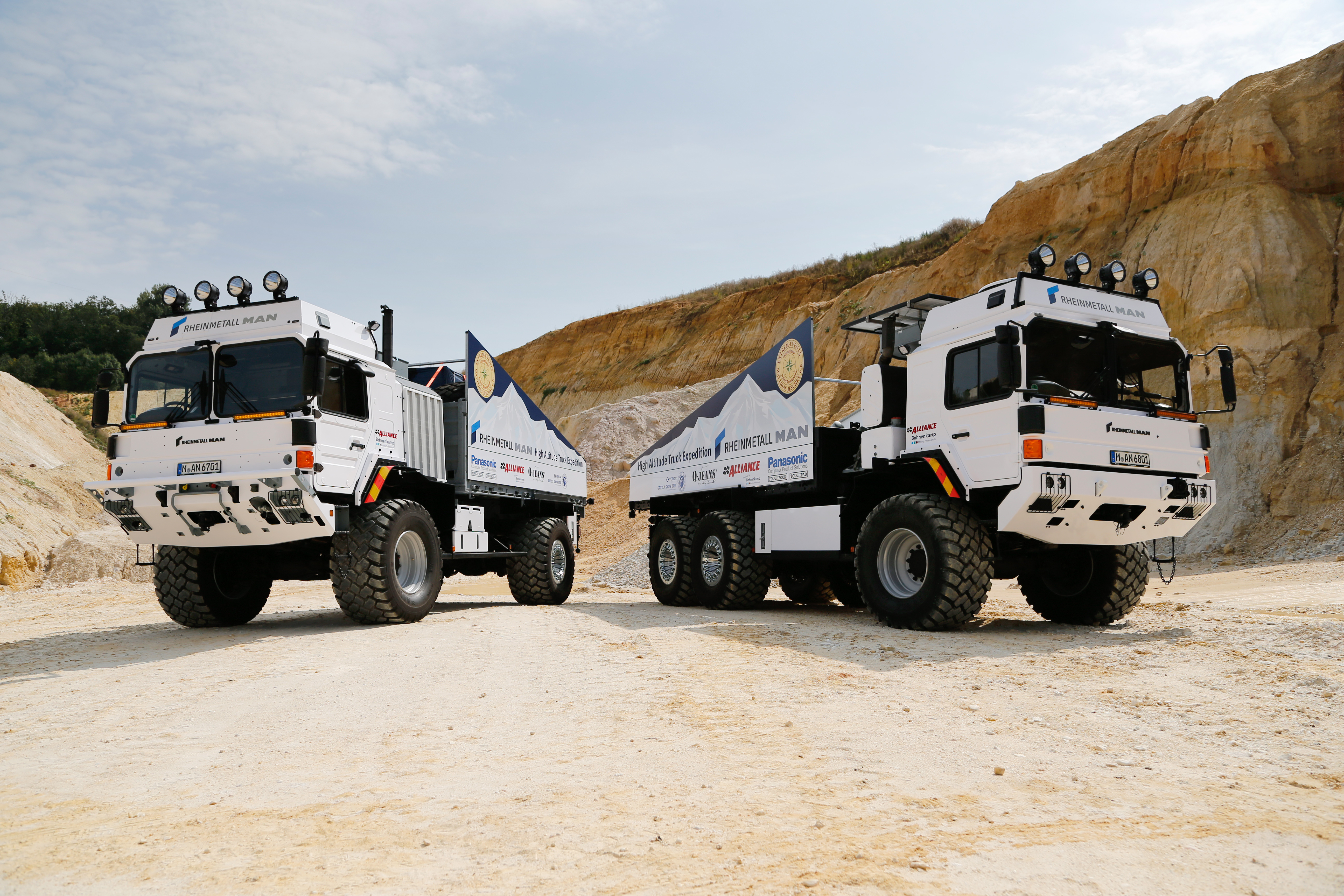
Die beiden MAN HX für den Weltrekordversuch 2017

Schon mehrfach war der Ojos del Salado Schauplatz von Höhenweltrekorden für Fahrzeuge. Anfang 2005 lieferten sich das Team Extrem Events um Matthias Jeschke mit einem Toyota Land Cruiser 90 V6 und ein Team von Volkswagen mit einem Touareg 3.2 V6 ein Kopf-an-Kopf-Rennen um die größte Höhe: Extrem Events erreichte 6010 m; Volkswagen 6080 Meter, jedoch nur unter Zuhilfenahme einer Seilwinde. Das siegreiche Team überbot den eigenen Rekord am 2. März 2005 mit 6358 m (Toyota Land Cruiser) und mit 6646 m am 13. März 2007 (Jeep Wrangler). Am 21. April 2007 erreichte das chilenische Duo aus Gonzalo Bravo und Eduardo Canales mit einem modifizierten Suzuki Samurai eine Höhe von 6688 m.
2014 wollte Jeschke den Höhenrekord zurückholen – mit einem Mercedes-Benz Zetros wurde eine Höhe von 6675 m erreicht, was ein Rekord für dieselbetriebene Lkw war. Ein 2017 mit zwei MAN HX gestarteter Versuch, den Rekord weiter zu erhöhen, scheiterte, doch errichtete das Team auf 6100 Meter die höchstgelegene Schutzhütte der Welt. Ende 2019 fuhr Jeschke mit einem Unimog 5023 auf 6694 m.
2021 arbeitete ein Schweizer Team daran, mit einem selbst entwickelten Elektrofahrzeug mit Photovoltaikanlage einen neuen Höhenrekord aufzustellen. Im Dezember 2023 fuhren sie mit autarker Stromversorgung mit dem Aebi-Prototyp bis auf 6500 Meter.
Am 2. Dezember 2023 erreichte ein Porsche-Team mit einem 911 den Höhenrekord von 6.734 m mit Hilfe einer Seilwinde.

### Motorrad
Der Schweizer Jiří Zak vom Schweizer Grizzly Race Team fuhr mit seiner Yamaha WR 450 F am 17. Februar 2020 auf eine Höhe von 6546 m. Knapp zwei Jahre später, am 13. Dezember 2021, gelang es Jiří Zak auf einer serienmäßigen KTM 450 EXC-F eine Höhe von 6646 Meter auf dem Vulkan zu erklimmen und er sorgte so für einen neuen Höhenweltrekord in der Kategorie Motorrad. Am 18. November 2023 schaffte Jiří Zak im Alleingang mit einer serienmäßigen KTM 500 EXC-F den 6734 Meter hohen Westgipfel des Ojos del Salado zu erklimmen und sorgte so für eine neue Bestmarke in der Kategorie Motorrad. Er schlug damit den Chilenen Gianfranco Bianchi, dem es im März 2015 auf einer Suzuki RMZ 450 gelungen war, eine Höhe von 6471 m zu erreichen.

### Fahrrad
Am 16. Oktober 2014 stellte Guido Kunze aus Mühlhausen/Thüringen einen neuen Höhenweltrekord mit dem Fahrrad auf. Er fuhr am Ojos des Salado mit seinem Fatbike von der Pazifikküste bis auf 6233 m. Zuvor stellte bereits André Hauschke aus Euskirchen mit 6085 m am 1. April 2010 den Höhenweltrekord fürs Radfahren auf. Der Rekord davor von 5840 m wurde viele Jahre von einem Italiener gehalten.